# Mesochorella nigriceps
Mesochorella nigriceps là một loài tò vò trong họ Ichneumonidae.